# Kvegerö
Kvegerö – miejscowość (tätort) w Szwecji, w regionie administracyjnym (län) Södermanland (gmina Nyköping). 
Według definicji Statistiska centralbyrån tätort (T0794) jest położony w granicach trzech gmin i obejmuje zabudowę ok. 30 km na północny wschód od Nyköping, między drogą Länsväg 224 i autostradą E4 w prowincji historycznej (landskap) Södermanland. Największa część tätortu znajduje się w granicach gminy Nyköping (1,69 km²) oraz mniejsze w gminach Gnesta (0,38 km²) i Trosa (0,02 km²). Przed 2015 miejscowość była klasyfikowana przez SCB jako småort o nazwie Granlund och Kvarnsjön.
W 2015 Kvegerö liczyło 209 mieszkańców.